# Nguyễn Thị Nguyệt Hường
Nguyễn Thị Nguyệt Hường (sinh ngày 9 tháng 4 năm 1970, quê xã Thành Lợi, huyện Vụ Bản, tỉnh Nam Định), là một doanh nhân và chính khách người Việt Nam. Bà từng là đại biểu HĐND TP Hà Nội khóa XII, XIII; Đại biểu Quốc hội Việt Nam khoá XII và Quốc hội Việt Nam khoá XIII thành phố Hà Nội.
Bà Hường cũng đắc cử đại biểu Quốc hội Việt Nam khoá XIV năm 2016 ở Hà Nội với tỉ lệ số phiếu cao nhất đơn vị bầu cử. Tuy nhiên, Hội đồng bầu cử quốc gia đã họp, bỏ phiếu kín không công nhận tư cách đại biểu Quốc hội khóa XIV đối với bà Nguyễn Thị Nguyệt Hường vào ngày 17 tháng 7 năm 2016 do bà không đủ tiêu chuẩn đại biểu vì bà có quốc tịch thứ hai là của Cộng hòa Malta.
Ngoài ra bà còn là Chủ tịch Hội đồng quản trị Công ty cổ phần đầu tư TNG Holdings Việt Nam; Chủ tịch Hội đồng quản trị, Tổng giám đốc Tập đoàn đầu tư phát triển Việt Nam; Ủy viên Ủy ban Kinh tế của Quốc hội; Ủy viên Đoàn chủ tịch Ủy ban Trung ương Mặt trận Tổ quốc Việt Nam; Chủ tịch Hiệp hội Công thương TP Hà Nội; Phó chủ tịch Hội liên lạc với người Việt Nam ở nước ngoài TP Hà Nội; Ủy viên Ban Chấp hành Hiệp hội nữ Doanh nhân Việt Nam.

## Giáo dục
- Cử nhân Ngôn ngữ
- Cử nhân Anh văn, kế toán, quản trị doanh nghiệp
- Thạc sĩ Quản trị Kinh doanh
- Trung cấp lí luận chính trị

## Tiểu sử
- 1987-1992 đại học tổng hợp Moskva.[3]
- 1992 Phó giám đốc công ty TNHH Intelcom Moskva.
- 1996 Về nước, làm việc cho CTCP Nam Thắng.
- 1999 Đại biểu HĐND TP Hà Nội.
- 2005 TV HĐQT Ngân hàng Hải Hưng
- 2006 chủ tịch VID group (Tập đoàn Đầu tư Phát triển Việt Nam)
- 2007 chủ tịch HĐQT CTCP Bất động sản Mùa Đông; đại biểu HĐND TP Hà Nội
- 2010 phó chủ tịch HĐQT VP Bank
- Ngày 3-8-2016 HĐND TP Hà Nội thông qua nghị quyết về việc bãi nhiệm đại biểu HĐND với bà Nguyễn Thị Nguyệt Hường. Ngoài việc vi phạm luật Quốc tịch, bà đã vi phạm Luật Bầu cử Quốc hội và HĐND các cấp khi không khai báo tiền và tài khoản ở nước ngoài.[4]

## Vụ không công nhận tư cách đại biểu Quốc hội khóa XIV
Chánh Văn phòng Hội đồng bầu cử quốc gia Nguyễn Hạnh Phúc cho biết, bà Nguyệt Hường đã vi phạm điều 4, Luật Quốc tịch Việt Nam. Theo ông Phúc, Hiến pháp quy định "Công dân nước Cộng hòa Xã hội Chủ nghĩa Việt Nam là người có quốc tịch Việt Nam". Và tại điều 4, Luật quốc tịch Việt Nam quy định về nguyên tắc quốc tịch, nêu rõ "Nhà nước Cộng hoà xã hội chủ nghĩa Việt Nam công nhận công dân Việt Nam có một quốc tịch là quốc tịch Việt Nam, trừ trường hợp Luật này có quy định khác". Luật quốc tịch Việt Nam cũng cho phép một số người được mang hai quốc tịch gồm: người được Chủ tịch nước cho phép; trường hợp xin trở lại quốc tịch Việt Nam; người Việt Nam định cư ở nước ngoài và đã nhập quốc tịch nước ngoài nhưng vẫn muốn giữ quốc tịch Việt Nam; trẻ em là con nuôi. Bà Nguyễn Thị Nguyệt Hường không thuộc một trong các trường hợp này. Bên cạnh đó, các trường hợp ngoại lệ nói trên đều phải đăng ký với cơ quan đại diện Việt Nam ở nước ngoài để giữ quốc tịch Việt Nam và khai báo với cơ quan quản lý di trú của Việt Nam.

## Gia đình
Chồng bà Hường, ông Trần Anh Tuấn có bằng Cử nhân khoa học địa chất của Học viện Địa chất Quốc gia Moskva và sau đó có bằng Thạc sĩ Quản trị kinh doanh của Đại học Griggs, Mỹ. Sau khi về nước năm 1996, ông Tuấn nắm vai trò lãnh đạo tại CTCP Nam Thắng và Tập đoàn Đầu tư Phát triển Việt Nam (VID Group) từ đó đến nay. Năm 2007, VID Group mua cổ phần chi phối tại MaritimeBank và ông Trần Anh Tuấn được bầu làm Phó Chủ tịch HĐQT ngân hàng này. Tháng 10/2008, ông trở thành Tổng Giám đốc MaritimeBank. Tới đầu năm 2012, ông đảm nhiệm chức Chủ tịch HĐQT MaritimeBank.